# Boj s větrnými mlýny

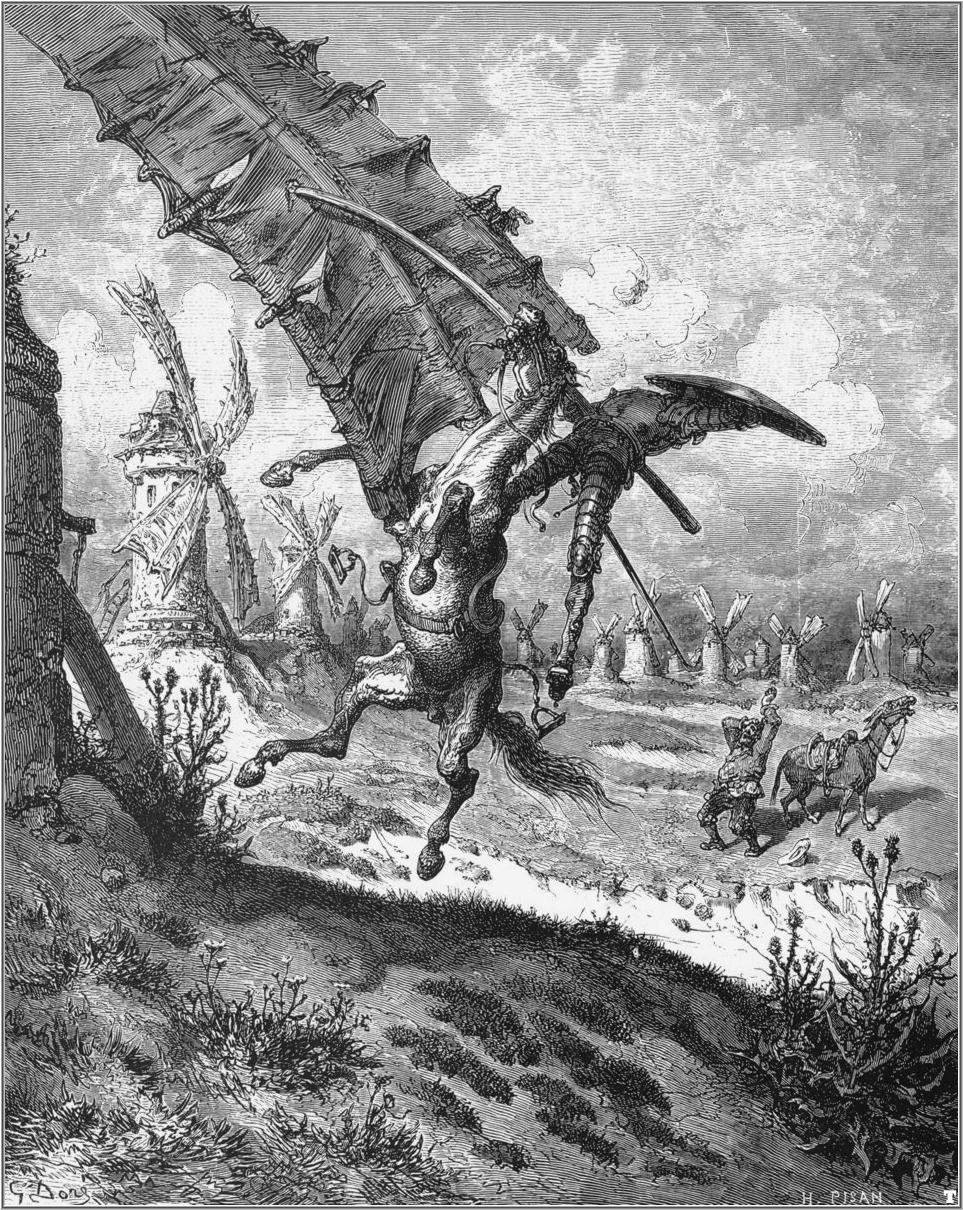
Don Quijote bojuje s větrným mlýnem – kniha: Miguel de Cervantes, ilustrace Gustav Doré

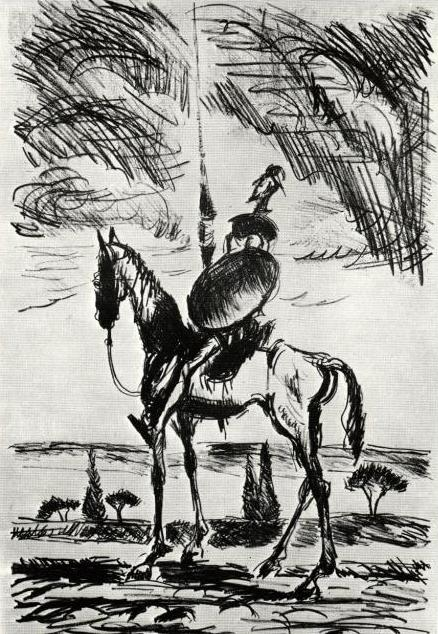
Don Quijote – autor Cyprián Majerník (1944)

Boj s větrnými mlýny je ustálené slovní spojení, které  vešlo do slovníku jako rčení.
Má dva významy, a to boj s pomyslným nepřítelem, s přeludem vlastní fantazie, či jako utkání – souboj nerovných sil, tedy jistě předem prohraný.

## Původ rčení
Hrdina románu Miguela Cervantese, důmyslný rytíř Don Quijote de la Mancha, svými ideály cti, šlechetnosti a statečnosti naplňoval své činy, ale neviděl realitu. Tu mu dával prostý zbrojnoš Sancho Panza, ale rytíř se stále pouštěl do nových dobrodružství. Známý je zejména jeho boj se čtyřiceti větrnými mlýny, které považoval za bídné obry. Točící se lopatky však zachytily útočícího rytíře i s koněm a odhodily. Svůj neúspěch komentoval tak, že obři měli více válečného štěstí a ještě že je čaroděj proměnil v mlýny, aby ho zbavil slávy z vítězství. A že žádné pletichy nezmohou nic proti zdatnosti jeho meče. Podepřen věrným Sancho Panzou se pak vydal na další cestu…